# Icones floræ danicæ

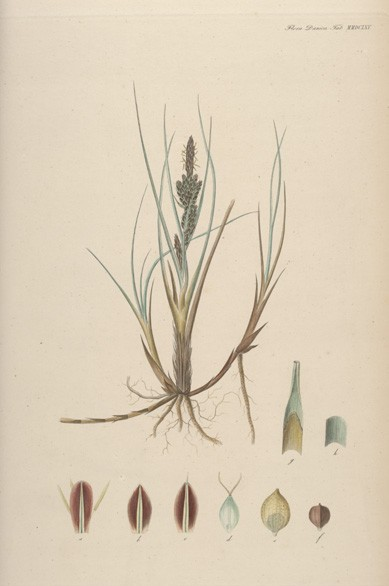
Handkolorerat kopparstick från Flora Danica.

Icones floræ danicæ, även känt som Flora danica, var ett bildverk i kopparstick, som 1761–1883 utkom på de danska kungarnas bekostnad.
Det innefattar 17 band (51 häften) med 3.060 tavlor och har utgetts av Georg Christian Oeder (1761–1771), Otto Friedrich Müller (1775–1782), Martin Vahl (1787–1805), Jens Wilken Hornemann (1805–1840), Salomon Drejer, Joakim Frederik Schouw och Jens Vahl (1840), Frederik Liebmann (1843–1856), Japetus Steenstrup och Johan Lange (1858) samt Johan Lange (1859–1883).
Förutom växter från Danmark (med Island och Grönland) avbildades fram till 1813 även norska och fram till 1864 holsteinska växter. På förslag av Elias Fries utgavs 1853–1874 ett supplement med 180 tavlor över norska och svenska växter. Ett register med rättelser och synonymer utkom 1887.
Verket är förlaga till motiven på servisen Flora Danica.